# مهمانی خانگی ۲
مهمانی خانگی (به انگلیسی: House Party 2) یک فیلم کمدی آمریکایی محصول سال ۱۹۹۱ و دنباله فیلم مهمانی خانگی (فیلم ۱۹۹۰) است که توسط نیو لاین سینما منتشر شد. و در گیشه عملکرد خوبی داشت. ولی در راتن تومیتوز بر اساس بررسی‌های ۱۵ منتقد به فیلم امتیاز ۲۷ درصد می‌دهد. قسمت سوم این فیلم در سال ۱۹۹۴ منتشر شد.
برخلاف قسمت اول، در این قسمت کمتر بر جنبه حزبی طرح تمرکز دارد. در عوض، بیشتر بر روی زندگی شخصی شخصیت‌ها از آشنایی گرفته تا تحصیلات و جاه طلبی‌های شغلی تمرکز می‌کند. جشن عنوان، این بار، یک مهمانی پیژامه کالج به جای مهمانی خانه دبیرستانی است. این فیلم به یاد رابین هریس که در اولین فیلم نقش پاپس را بازی می‌کرد تقدیم می‌شود.